# Sac de Brescia
Guerre de la Ligue de Cambrai
Batailles
- Casaloldo (it) (10 mai 1509)
- Agnadel (14 mai 1509)
- Padoue (15 - 30 septembre 1509)
- Polesella (it) (22 décembre 1509)
- Monselice (1509-1510)
- Val Vestino (1510-1517)
- Villamarina (19 juillet 1510)
- Capo di Monte (8 septembre 1510)
- Mirandola (1510 - 1511) (it)
- Trévise (1511)
- Brescia (18 février 1512)
- Ravenne (11 avril 1512)
- Navarre (1512)
- Saint-Mathieu (10 août 1512)
- Blancs-Sablons (22 avril 1513)
- Brest (24 avril 1513)
- Novare (6 juin 1513)
- Guinegatte (16 août 1513)
- Dijon (8 - 13 septembre 1513)
- Flodden Field (9 septembre 1513)
- La Motta ou Creazzo (7 octobre 1513)

Le sac de Brescia eut lieu le 18 février 1512 durant la guerre de la Ligue de Cambrai.

## Le sac
La ville de Brescia, poussée par les troupes vénitiennes, se rebelle contre l'occupation française. Gaston de Foix-Nemours, neveu du roi Louis XII de France et commandant des armées françaises en Italie, ordonne alors à la ville de se rendre mais comme celle-ci refuse, il l'attaque avec 12 000 hommes. L'attaque a lieu sous la pluie battante et selon la légende, Gaston de Foix ordonne à ses hommes d'enlever leurs chaussures pour une meilleure adhérence au sol. Les défenseurs infligent de lourdes pertes aux Français mais néanmoins ceux-ci l'emportent en infligeant entre 8 000 et 15 000 pertes aux assiégés.